# Elisabeth Freeman

Elisabeth Freeman bei einer Suffragetten-Demonstration (zwischen 1910 und 1915)

Elisabeth Freeman (* 12. September 1876 in England; † 27. Februar 1942 in den USA) war eine amerikanische Suffragette und Bürgerrechtlerin. Sie kämpfte in der Frauenbewegung des 20. Jahrhunderts für Frauenrechte und setzte sich vor allem für das Frauenwahlrecht ein. Auch engagierte sie sich für die Rechte afroamerikanischer Bürger und im Ersten Weltkrieg für Frieden. Weltbekannt wurde ihr investigativer Bericht für die Bürgerrechtsbewegung über den brutalen Lynchmord an Jesse Washington 1916 in Waco, Texas.

## Freeman und die frühe Frauenbewegung
Elisabeth Freeman wurde in Chesterfield in England geboren, als jüngstes von drei Kindern. Ihre Mutter, Mary Hall Freeman, hatte sich von ihrem Ehemann getrennt und zog die Kinder alleine auf. Als Elisabeth vier Jahre alt war, wanderte die Mutter mit ihren drei Kindern in die USA ein. Dort arbeitete sie im Waisenhaus St. Johnland, wo sie auch ihre eigenen Kinder unterbrachte. Weil die Familie arm war, hatte Elisabeth Freeman kaum Bildungsmöglichkeiten. Sie besuchte daher regelmäßig die Treffen der Heilsarmee, die sie als „erhebend“ empfand, weil sie ihren Horizont erweiterten. 

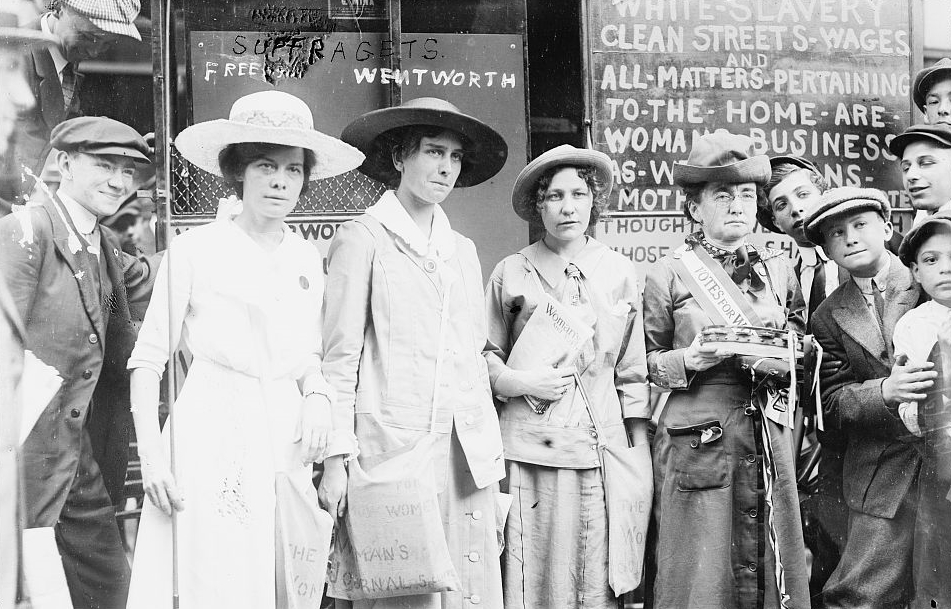
Aktion gegen die Verhaftung und Zwangsernährung der Suffragette Vera Wentworth (links: Elisabeth Freeman)

Bei einem London-Aufenthalt mit der Mutter 1905–1911, bei dem die beiden ihren Lebensunterhalt durch die Herstellung von Seidenblumen verdienten, geriet Elisabeth Freeman in eine Demonstration der Frauenrechtsbewegung (Suffragetten). Als sie sah, wie eine Teilnehmerin von einem Polizisten geschlagen wurde, kam sie ihr zu Hilfe. Das führte dazu, dass beide Frauen verhaftet wurden, doch für Freeman verlieh dieses Ereignis ihrem Leben einen neuen Sinn: 
„Als ich in der großen Schlacht in der Downing Street auf die Reihe der marschierenden Frauen hinunterblickte, sah ich, dass ihre Gesichter zum Himmel gewandt waren, und es lag ein Ausdruck darin, der mich ehrfürchtig machte und erhob. Mir war, als ob die frühen Kreuzfahrer in ihnen wiederauferstanden waren.“
Nach dieser Erfahrung trat Freeman in die Frauengewerkschaft Women’s Social and Political Union (WSPU) ein, zu der bekannte Frauenrechtlerinnen wie Emmeline Pankhurst und Emmeline Pethick-Lawrence gehörten. Eine von Elisabeths Freundinnen wurde die Gewerkschafterin Rose Schneiderman. Ihre Mutter, Mary Hall Freeman, unterstützte den Einsatz ihrer Tochter und legte ein Fotoalbum ihrer Aktionen an.

In der WSPU erlernte Freeman professionelle Kampagnenarbeit einschließlich öffentlicher Reden, Medienarbeit und Mitglieder-Rekrutierung. Während ihrer London-Zeit wurde sie insgesamt neun Mal verhaftet und in das berüchtigte Holloway-Gefängnis gesperrt, wo Hungerstreiks und  Zwangsernährung vor allem von Suffragetten an der Tagesordnung waren. Als Dank für ihre Tapferkeit verlieh die WSPU ihr eine Ehrenmedaille mit dem Abbild eines Gefängnistors. 

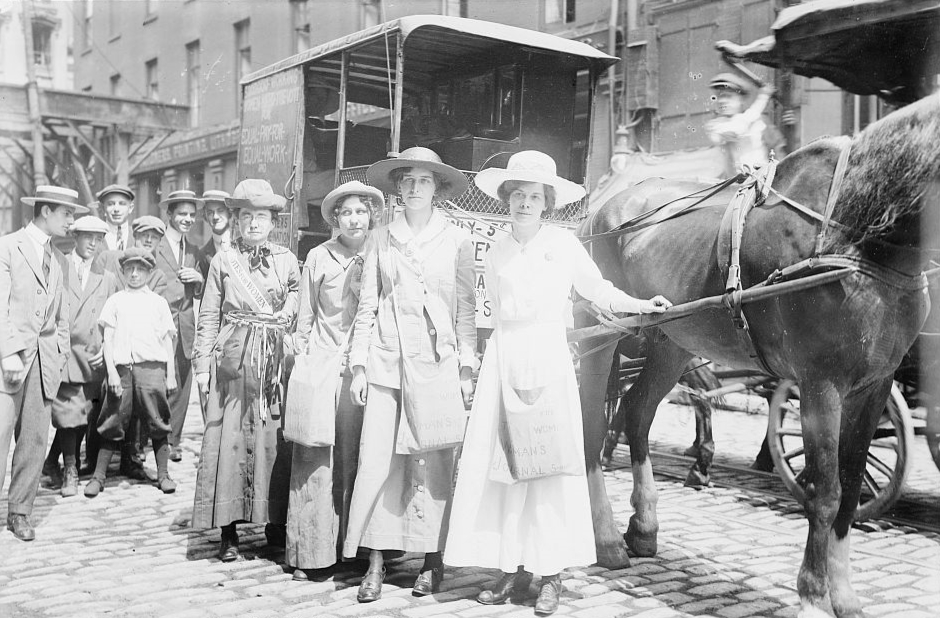
Suffragetten-Marsch auf dem Weg nach Boston (1913); v. l. n. r.: Ida Craft, Elsie McKenzie, Marion Craig Wentworth und Elisabeth Freeman

Nach ihrer Rückkehr in die USA 2011 arbeitete Elisabeth Freeman für die New Yorker Suffragetten-Partei (Suffrage Party) und andere Frauenrechtsorganisationen in New York, Ohio und Texas. Sie organisierte zahlreiche Kampagnen und trat als Rednerin für das Frauenwahlrecht auf. Eine ihrer aufsehenerregendsten Aktionen im Jahr 1913 war der 360-Kilometer-Marsch von New York City nach Washington D.C. Ein Reporter der New York Times begleitete die Gruppe der 14 Frauen und berichtete täglich über den Mut und die Ausdauer der Frauen; auch darüber, dass Freeman es wagte, in aller Öffentlichkeit eine Zigarette zu rauchen, was als ein Skandal galt.
Bei einem weiteren Wahlrechtsmarsch in New York City trug Freeman als Werbegag ein auffallendes buntes Kostüm und führte einen Pferdewagen, der mit Votes for Women-Slogans beschriftet und mit Frauenwahlrechtsliteratur beladen war, was Aufsehen erregte.

## Freeman als Bürgerrechts-Aktivistin

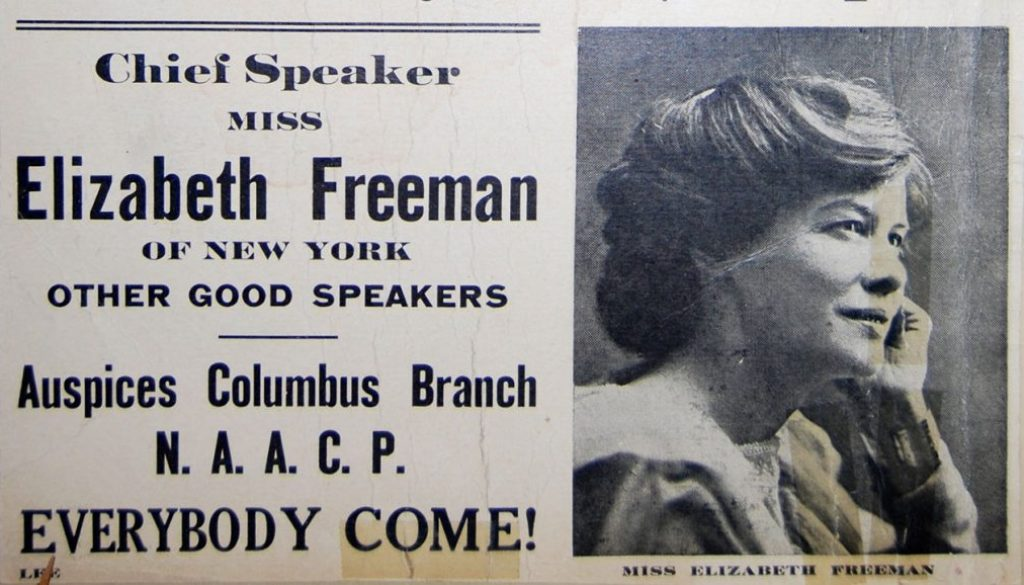
Elizabeth Freeman als NAACP-Sprecherin (Einladungskarte)

Im Mai 1916 hielt Freeman sich in Dallas in Texas auf, um für das Frauenwahlrecht zu werben. Während ihrer Zeit in Texas geschah ein grausamer Lynchmord an dem 17 Jahre alten afroamerikanischen Landarbeiter Jesse Washington, der des Mordes an einer weißen Frau beschuldigt wurde. Das Ereignis ging später als Waco-Massaker in die Geschichte ein. Die Bürgerrechtsorganisation NAACP (National Association for the Advancement of Colored People) bat Freeman, die genauen Umstände dieser Lynchjustiz zu untersuchen und darüber zu berichten. Freeman hatte keinerlei Erfahrung mit Journalismus, doch aufgrund dieser Bitte gab sich eine Woche lang als Reporterin aus. Sie führte Interviews mit dem Richter und der Familie der toten Frau, auch mit der Familie des Gelynchten, und sammelte Augenzeugenberichte von Weißen wie von Schwarzen, obwohl das angesichts der aufgepeitschten Stimmung für sie hätte gefährlich werden können.
Ihr Bericht für den Schwarzen Bürgerrechtler W.E.B DuBois motivierte die NAACP, eine landesweite Kampagne gegen Lynchmorde an afroamerikanischen Bürgern zu starten. Im Auftrag der NAACP reiste Freeman für zwei Anti-Lynch-Kampagnen durch das ganze Land. Bei jedem Halt organisierte sie Treffen, traf lokale Führer, hielt leidenschaftliche Reden und sammelte Spenden, was dazu beitrug, die NAACP als die Organisation der Bürgerrechtsbewegung zu verankern.

## Freeman als Pazifistin
Freeman engagierte sich auch für die Friedensbewegung und war Mitglied pazifistischer Gruppen wie der Emergency Peace Federation und des People’s Council of America. Als die Vereinigten Staaten 1917–1919 in den Ersten Weltkrieg eintraten, rief sie zur Kriegsdienstverweigerung auf. Ihr Engagement gegen die Kriegspolitik brachte ihr heftige Gegenreaktionen ein, doch Freeman ließ sich nicht beirren und kämpfte trotz Anfeindungen weiter für Frieden, Bürger- und Frauenrechte.

## Weiteres Leben
Nach dem Krieg, Anfang der 20er Jahre, arbeitete sie in den ersten Wohltätigkeitsprojekten des Jahrhunderts in New York, so in einem Heim für Blinde. Auch arbeitete sie für eine Avantgarde-Theater-Gruppe und eine Künstler-Kolonie. Auch führte sie zeitweilig einen Antiquitäten-Laden in Provincetown in Massachusetts, um ihren Lebensunterhalt zu verdienen.
Durch die zunehmende staatliche Repression wurde es stiller um sie, doch sie blieb weiterhin politisch aktiv, hielt Kontakte zu politischen Gefangenen, schrieb Reden und hielt Ansprachen. Bei einem England-Besuch verhaftete der britische Geheimdienst sie mit dem Argument, sie habe „umstürzlerische Bücher“ eingeschmuggelt. In den 1930er Jahren zog sie aus gesundheitlichen Gründen nach Altadena, Kalifornien, wo sie sich der National Woman’s Party (NWP) anschloss und für das Equal Rights Amendment (ERA) engagierte. Im Februar 1942 starb sie an einer Brustfellentzündung.

In einem Nachruf der National Women’s Party hieß es: 
„Sei es als Seifenkisten-Rednerin, Banner-Trägerin oder farbenprächtige Organisatorin: immer nahm sie die härteste Arbeit auf sich und vollendete sie voller Enthusiasmus ... Niemals ließ sie in ihrem Engagement für die Sache der Frauen nach.“